# خطاب (غرمخان)
خطاب (بالفارسية: خطاب) هي قرية تقع في إيران في قسم غرمخان الريفي. يقدر عدد سكانها بـ 73 نسمة بحسب إحصاء 2016.